# Ain't No Sunshine
«Ain't No Sunshine» («No brilla el sol») es una canción compuesta e interpretada por Bill Withers en su álbum de debut, Just As I Am (1971). Publicada en julio de dicho año y producida por Booker T. Jones, alcanzó el puesto número 3 de la lista "Hot 100" de la revista Billboard. Está incluida en la lista de las 500 mejores canciones de todos los tiempos de la revista Rolling Stone, en el puesto 285.
Esta canción también fue grabada por Nancy Sinatra en 1973, para el sello discográfico RCA. En 1971, el cantante Michael Jackson grabó una interpretación de la canción de Bill Withers para su álbum debut Got to Be There (publicado a principios de 1972).